# Gestekeld blaasjesmos
Gestekeld blaasjesmos	(Sphaerocarpos michelii) is een levermos behorend tot de familie Sphaerocarpaceae. Het is een tweehuizige winterannuel van akkers, stoppelvelden, bloemenvelden, groentetuinen, campings en dergelijke.

## Kenmerken
S. michelii en S. texanus kunnen alleen van elkaar worden onderscheiden door middel van microscopisch onderzoek van hun sporen. Beide soorten vormen een klein, schijfvormig thallus met dicht opeengepakte, ballonachtige structuren die de geslachtsorganen en sporelichamen omgeven.

## Ecologie
Gestekeld blaasjesmos groeit vooral op open, sterk en vaak verstoorde, voedselrijke, matig vochtige löss, leem of zandige leem, vaak samen met landvorkjes en hauwmossen, maar is ook gevonden in een schrale, door konijnen kort gehouden vegetatie op droog zand. Verder is gestekeld blaasjesmos vooral bekend van wijnterrassen in Zuidwest-Duitsland. Het is een echte cultuurvolger, net als onze andere soort van het geslacht, gerand blaasjesmos, vooral voorkomend in tuintjes, tuiniersbedrijven, jonge bomenaanplant, in het algemeen sterk verstoorde plekken met niet te arme, matig vochtige bodem. Begeleidende soorten zijn o.m. gewoon landvorkje, klein landvorkje, kleismaragdsteeltje en gewoon kleimos.

## Verspreiding
Gestekeld blaasjesmos heeft een submediterraan-subatlantische verspreiding in het laagland van Europa, met Engeland en Nederland als noordgrens van het areaal, en komt ook voor op de Canarische eilanden. Verder is de soort bekend van Noord-Afrika, Argentinië en Noord-Amerika maar is daar zeer zeldzaam. De soort is ook in België zeldzaam en komt in Duitsland alleen voor in warme gebieden langs de rand van de Rijnvallei ten noorden van Basel. 
In Nederland is gestekeld blaasjesmos zeer zeldzaam. Het staat op de rode lijst in de categorie 'Gevoelig'. Het was ooit van enkele plekken bekend in groentetuinen en kwekerijen, maar anno 2018 is de soort veel gevonden op campings, vooral langs de kust, waar de soort, net als veel onkruiden, met kampeeruitrusting wordt aangevoerd uit zuidelijke landen.